# Серга (приток Ёмбы)

Серга — река в Вожегодском районе Вологодской области России. Устье реки находится в 4 км по правому берегу реки Ёмбы. Длина реки составляет 15 км.
Серга берёт исток на Верхневажской возвышенности в болотах к северу от деревни Блиновская (Сельское поселение Нижнеслободское) и в 6 км к северо-востоку от центра поселения Деревеньки.
Река течёт на юг, крупных притоков не имеет. На берегах реки деревни Сельского поселения Нижнеслободское: Левинская (левый берег); Блиновская и Даниловская (правый берег). Серга впадает в Ёмбу у деревни Сафоновская четырьмя километрами выше впадения самой Ёмбы в Кубену.

## Данные водного реестра
По данным государственного водного реестра России относится к Двинско-Печорскому бассейновому округу, водохозяйственный участок реки — озеро Кубенское и реки Сухона от истока до Кубенского гидроузла, речной подбассейн реки — Сухона. Речной бассейн реки — Северная Двина.
По данным геоинформационной системы водохозяйственного районирования территории РФ, подготовленной Федеральным агентством водных ресурсов:
- Код водного объекта в государственном водном реестре — 03020100112103000005535
- Код по гидрологической изученности (ГИ) — 103000553
- Код бассейна — 03.02.01.001
- Номер тома по ГИ — 03
- Выпуск по ГИ — 0